# サン・ビセンテ岬の月光の海戦
サン・ビセンテ岬の月光の海戦（サン・ビセンテみさきのげっこうのかいせん、英:Moonlight Battle of Cape St Vincent または単に Battle of Cape St Vincent または Battle of Cape Santa Maria）は、1780年1月16日の月夜に、アメリカの独立戦争の一部としてグレートブリテン王国（イギリス）艦隊とスペイン艦隊の間で行われた海戦。
ポルトガルのサン・ビセンテ岬の沖でジョージ・ロドニー提督指揮のイギリス艦隊とドン・フアン・デ・ランガラ提督指揮のスペイン艦隊によって戦われ、イギリス艦隊が勝利した。荒れる海で午後4時に開始された戦闘は皓々たる月光の下、午前2時まで続いた。帆走軍艦の時代に夜間に海戦が行われることは珍しかったため、特に「月光の海戦」と呼ばれる。

## 発端
ロドニーの艦隊は、スペインによって封鎖されていたジブラルタルの救援に赴く途中、ポルトガル南西部のサン・ビセンテ岬沖で戦列艦9隻からなるデ・ランガラ指揮の小艦隊を捕捉した。デ・ランガラの艦隊はそもそも戦列艦11隻で構成されていたが、2日前の強風により「サン・ヘナロ（San Genaro）」（74門）と「サン・フスト（San Justo）」（74門）が切り離されていた。

## 戦闘
ロドニーは18隻の戦列艦で横陣を作りスペイン艦隊に迫った。デ・ランガラもまず自分の艦隊に戦列を作るよう命令したが、イギリス艦隊が2倍の戦力を持っていることを知ると、全艦に対して、総帆を張り上げて南方100マイル（160 km）の母港カディスへ逃げこむよう命令した。午後2時、ロドニーは全艦隊に追跡を命じ、全速力で追跡して追いつき次第交戦するように命令を下した。当時、イギリス海軍の艦は、海洋生物の付着を防ぐ銅の外皮で船腹を覆うことを始めており、そのためスペイン艦より高速が出せたので、ほどなくスペイン艦隊に追いついた。
午後4時ごろ、追跡を始めて2時間後に、イギリスの軍艦「ディフェンス」、「ベッドフォード」、「レゾリューション」および「エドガー」が攻撃を開始した。午後4時40分、イギリスの「ビヤンフザン」（64門）がスペインの「サント・ドミンゴ」（70門）に攻撃を仕掛けようとした刹那、「サント・ドミンゴ」が爆発した。乗組員は全員死亡した。ほどなく日没となったが、追跡は闇と荒天を衝いて行われた。午前2時、スペイン戦隊の先頭の艦が降伏するとすべての砲火が止んだ。2隻の戦列艦と2隻のフリゲートが逃亡したが、デ・ランガラの旗艦「フェニックス」（80門）を含む6隻が捕獲された。夜明けには、ロドニー艦隊は浅瀬に達しており、そこから沖合に出ることが急がれたため、それ以上追跡を続けることはできなかった。
海戦におけるイギリス側の犠牲者は、戦死32名、負傷102名であった。

## 戦いの後
捕獲艦のうちの2隻、 - 「サン・フリアン」と「サン・エウヘニオ」 - は、指揮を取ったイギリス士官が海岸線に関する知識を持たず、強風を衝いて航行させるためにスペインの艦長の助けを借りる必要があったために、スペイン人乗組員により奪還されてしまった。「サン・フリアン」の艦長は捕獲後も艦に残っていたが、自らの指揮権を回復することなく手助けをすることを拒んだのである。
捕獲された残り4隻のうち「フェニックス」は「ジブラルタル」と改名され、他の3隻は元の名前のままで、イギリス海軍に編入された。

## 参戦艦
| - サンドウィッチ（Sandwich）： 90門 ロドニー提督の旗艦 - ロイヤル・ジョージ（Royal George）： 100門 - プリンス・ジョージ（Prince George）： 90門 - エイジャックス（Ajax）： 74門 - アルサイド（Alcide）： 74門 - アルフレッド（Alfred）： 74門 - ベッドフォード（Bedford）： 74門 - カローデン（Culloden）： 74門 - カンバーランド（Cumberland）： 74門 - ディフェンス（Defence）： 74門 - エドガー（Edgar）： 74門 - インヴィンシブル（Invincible）： 74門 - マールバラ（Marlborough）： 74門 - モナーク（Monarch）： 74門 - モンタギュー（Montagu）： 74門 - レゾリューション（Resolution）： 74門 - テリブル（Terrible）： 74門 - ビヤンフザン（Bienfaisant）： 64門 | - フェニックス（Fénix）： 80門、捕獲 デ・ランガラ提督の旗艦 - ディリヘンテ（Diligente）： 70門、捕獲 - モナルカ（Monarca）： 70門、捕獲 - サン・アグスティン（San Agustín）： 70門 - サント・ドミンゴ（Santo Domingo）： 70門、爆沈 - サン・エウヘニオ（San Eugenio）： 70門、捕獲（奪還） - サン・ロレンツォ（San Lorenzo）： 70門 - サン・フリアン（San Julian）： 70門、捕獲（奪還） - プリンセサ（Princesa）： 70門、捕獲 - フリゲート 2隻 |